# Lucis Trust
La Lucis Trust, originariamente chiamata Lucifer Trust (o Lucifer Publishing Company), è un'associazione no-profit fondata dalla teosofa Alice Bailey e dal marito Foster Bailey nel 1923 con sedi principali a New York (al 24º piano del 120 Wall Street), a Londra (Lucis Press Ltd.) e a Ginevra (Lucis Trust Association). La Lucis Trust è affiliata con la Windsor International Bank and Trust Company.

## Storia
Nata come casa editrice per la pubblicazione dei 25 libri esoterici della Bailey, la Lucis Trust include ora tra le sue numerose attività la Scuola Arcana (Arcane School, una scuola di esoterismo e spiritualità), oltre a una catena di librerie di testi esoterici conosciuta come Lucis Trust Libraries, una casa editrice nota come Lucis Publishing Companies, la Lucis Productions, la World Goodwill e la Triangles.
Ad oggi ha ufficialmente 6000 membri e un profitto annuale stimato sui 600.000 dollari.
Tra le sue attività spicca la World Goodwill («Buona Volontà Mondiale», fondata nel 1932) in quanto da tempo riconosciuta dalle Nazioni Unite quale organizzazione non-governativa ed è rappresentata alle regolare riunioni informative alla Direzione generale dell'ONU. La Lucis Trust in sé è poi membro del Consiglio economico e sociale delle Nazioni Unite.
Tra le principali attività della World Goodwill vi sono la distribuzione di letteratura specifica in tutto il mondo e in diverse lingue, la pubblicazione delle World Goodwill Newsletter e Commentari, l'attuazione di un corso di studi riguardo ai problemi fondamentali dell'umanità, la cooperazione con le Nazioni Unite e con le sue Agenzie specializzate.
La presenza della Lucis Trust all'interno del Sistema Nazioni Unite, nonché l'esplicito debito culturale di Robert Muller (ex-assistente del segretario generale delle Nazioni Unite) nei confronti della filosofia di Alice Bailey ha spinto taluni ad ipotizzare che essa possa influenzare l'ONU con un'ideologia di tipo new age, orientandone le politiche secondo i principi e gli scopi delle proprie dottrine esoteriche.

### Significato del nome
Il nome «Lucis» è 

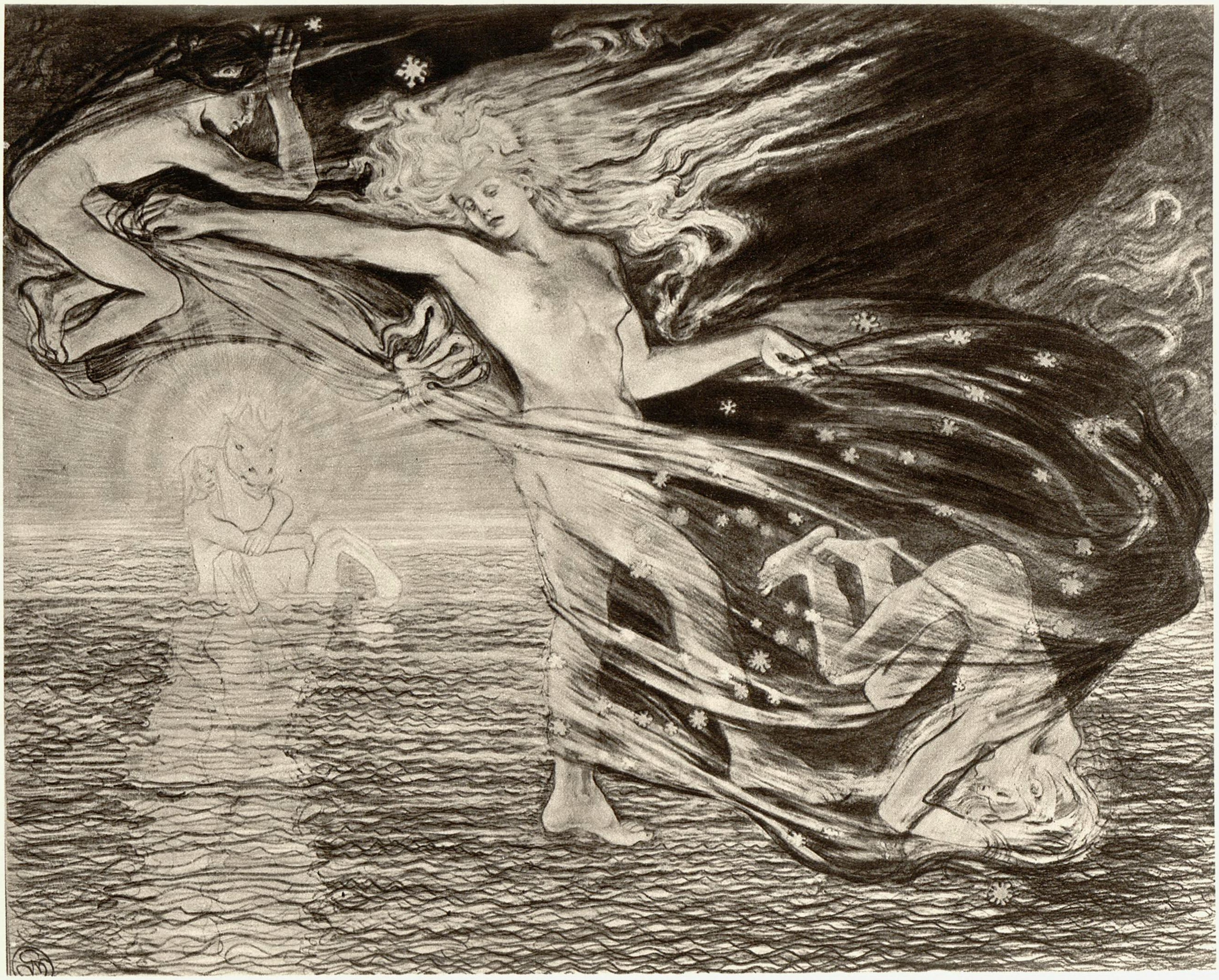
Raffigurazione di Fosforo-Lucifero come portatore di luce.

l'abbreviazione di «Lucifer» perché, nella visione esoterica della Bailey, Lucifero è l'angelo caduto che in latino significava però «portatore di luce» (in greco phòsphoros), assumendo quindi nel suo significato originario una valenza positiva, come era per il paganesimo, per lo gnosticismo e per l'astrologia, nonché per la maestra della Bailey, cioè Madame Blavatsky.
Oltre a questo significato, il nome presumibilmente faceva riferimento al pianeta Venere, anticamente chiamato appunto «Lucifero», dal quale secondo la prospettiva teosofica discesero degli esseri superiori appartenenti alla cosiddetta Fratellanza Bianca, che con la loro venuta sulla Terra avrebbero impresso in tempi remoti una forte accelerazione all'evoluzione dell'umanità, e la guiderebbero tuttora.
La successiva abbreviazione in Lucis significa semplicemente «Luce».

### Sedi secondarie e affiliate
Una sede secondaria della Lucis Trust si trova a Reeuwijk nei Paesi Bassi (Lucis Trust Stichting). Altre associazioni esoteriche strettamente collegate alla Lucis Trust sono la School of Ageless Wisdom ad Arlington in Texas, la School for Esoteric Studies ad Asheville in Carolina del Nord, il Seven Ray Institute a Union City in New Jersey, il Great Bear Astrological Center a Eugene in Oregon, l'Escuela Huber de Astrologia ad Adliswil in Svizzera e l'Associazione Culturale dei Triangoli e della Buona Volontà Mondiale a Roma.
I principali centri di conferenze e riunioni organizzate dalla Lucis Trust sono oggi stabilmente il The Grosvenor Hotel a Londra, il Williams Club e la Cattedrale di Saint John the Divine, entrambi a New York.